# Dečki s Sotle
Dečki s Sotle je četrti studijski album slovenske rock skupine Mi2, izdan leta 2002 pri založbi Aulos.

## Seznam pesmi
Vsa besedila sta napisala Jernej Dirnbek in Tone Kregar. Vso glasbo sta napisala Egon Herman in Robi Novak.
| Št. | Naslov                               | Dolžina |
| --- | ------------------------------------ | ------- |
| 1.  | „Ko bil sn še mali pizdun‟           | 4:44    |
| 2.  | „Samo tebe te imam‟                  | 4:00    |
| 3.  | „Julija‟                             | 3:02    |
| 4.  | „Odhajaš (Balada za zgornjo sosedo)‟ | 4:28    |
| 5.  | „Robinhud Polda‟                     | 7:38    |
| 6.  | „Trpljenje mladega Wernerja‟         | 3:53    |
| 7.  | „Pomladna‟                           | 1:33    |
| 8.  | „Jesenska‟                           | 3:22    |
| 9.  | „Vsega je kriva harmonika‟           | 4:55    |
| 10. | „Topli jug‟                          | 4:27    |
| 11. | „Fishy – Fishy‟                      | 1:13    |
| 12. | „Zdravica (Jebi ga bluz)‟            | 3:27    |

## Zasedba

### Mi2
- Jernej Dirnbek — vokal
- Tone Kregar — vokal
- Egon Herman — kitara, vokal, tamburica, ksilofon
- Igor Orač — bobni, vokal
- Robi Novak — bas kitara, klaviature, vokal

### Ostali
- Peter Beznec, Sanja Mlinar — spremljevalni vokali
- Peter Čaja — klaviature
- Blaž Celarec — tolkala
- Peter Ošlaj — glavnik, sintesajzer
- Julij Zornik — mastering
- Borut Kramer — oblikovanje
- Gregor Katič — fotografiranje